# Begoña Alfaro García
Begoña Alfaro García (Tarrasa, Barcelona, 4 de marzo de 1982)es una política y abogada española, actual vicepresidenta tercera y consejera de Vivienda, Juventud y Políticas Migratorias del Gobierno de Navarra desde 2023. Además, es líder de Contigo-Zurekin y coordinadora de Podemos Navarra.

## Biografía
Nacida en la localidad barcelonesa de Tarrasa en 1982. A los ocho años se trasladó a vivir a Carcastillo (1989), donde su padre, Constantino Alfaro Cortes, había sido alcalde y concejal independiente en varias legislaturas. Se licenció en Derecho en la Universidad Pública de Navarra. Ha ejercido la abogacía, con su propio despacho (2013-2023), especializándose en Derecho administrativo, civil y de consumo.
Activista social, ha sido militante de Amnistía Internacional y ATTAC Navarra (asociación contraria a las políticas neoliberales) hasta 2015, año en el que intervino en el movimiento 15 M en Pamplona. Posteriormente, promovió la Plataforma de Afectados por la Hipoteca.
Fue la candidata a la presidencia del Gobierno de Navarra en las elecciones autonómicas y municipales, por la coalición Contigo-Zurekin. María Chivite la nombró vicepresidenta tercera y consejera de vivienda, juventud y políticas migratorias del Gobierno de Navarra, siendo la única integrante de Contigo-Zurekin en el Gobierno de Navarra.
Reside en Pamplona, con su pareja, Daniel López.